# Joachim Ambert
 (juin 2022).
Pour les articles homonymes, voir Ambert (homonymie).

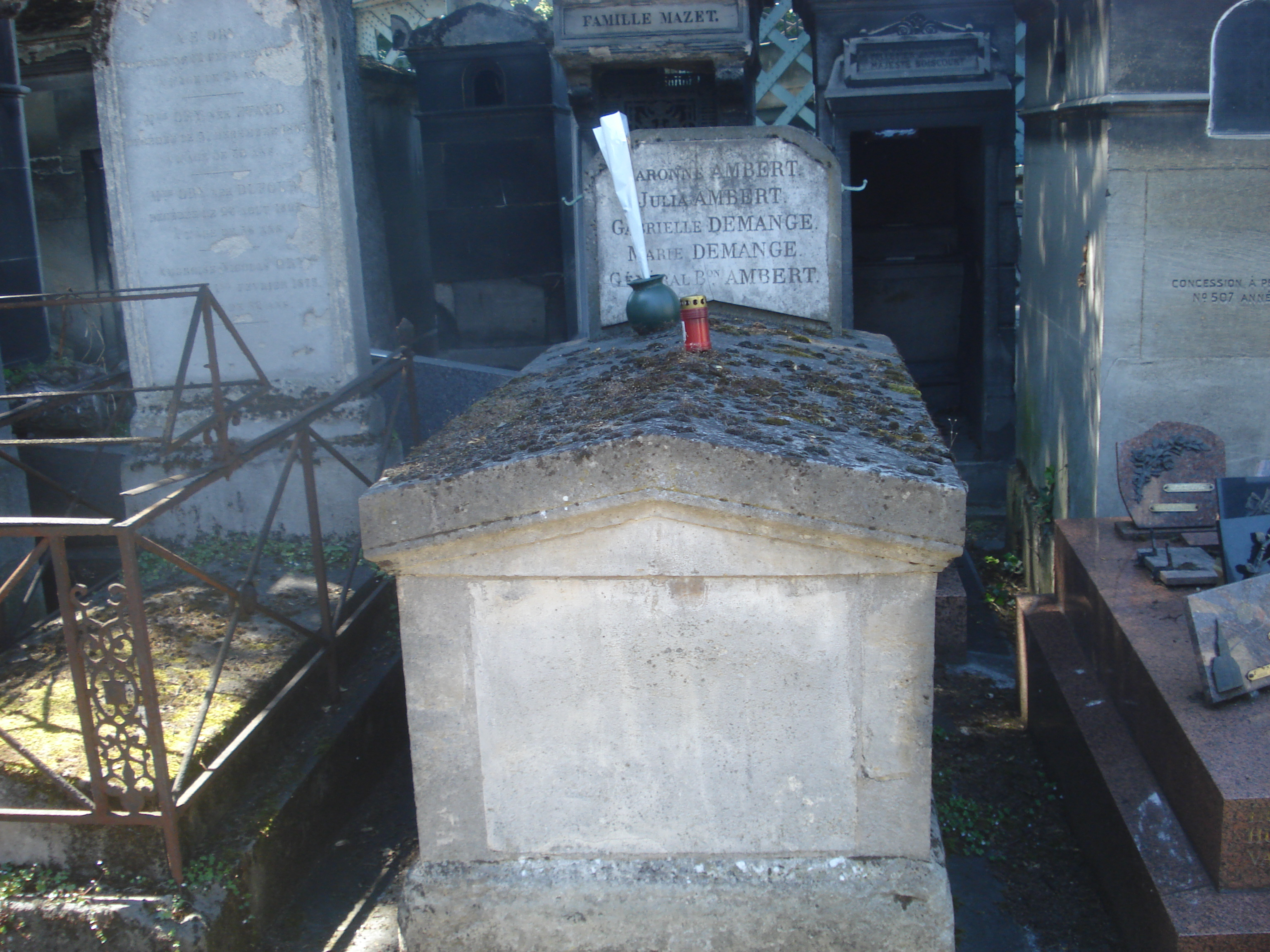
Sépulture du général baron Joachim Ambert - Cimetière Montmartre.

Joachim Ambert, de son nom complet Joachim Marie Jean-Jacques Alexandre Jules Ambert, dit le général baron Ambert, né le 8 février 1804 au château de Lagrezette, à Caillac, dans le Lot, mort le 31 mars 1890 à Paris, 6e, 13 rue Jacob, est un général et écrivain militaire français, ancien représentant, et fils du général d'Empire Jean-Jacques Ambert.

## Biographie
Sorti sous-lieutenant de l'École royale spéciale militaire de Saint-Cyr en 1824, il sert six ans dans l’infanterie légère puis passe à la cavalerie. Il fait neuf campagnes, en Espagne (1825-1826), en Belgique et en Algérie. Il est successivement promu lieutenant le 21 décembre 1830, capitaine le 28 février 1837. Il démissionne en juin 1839 pour être capitaine dans la Légion étrangère. 

Détaché à l’état-major, il est mis à la disposition du gouverneur général de l’Algérie en 1841. Il sert ensuite au 9e régiment de hussards et se distingue en 1841 lors de l’expédition de Mascara où il est blessé. Il est fait chef d'escadron le 19 janvier 1843, lieutenant-colonel le 22 avril 1847, colonel (et commande le 2e régiment de dragons) le 16 avril 1850, général de brigade le 12 août 1857, nommé inspecteur général en 1860 et admis dans la réserve en 1867. En septembre 1870, il est rappelé à l'activité et chargé du commandement du 5e secteur mais il est bientôt destitué par le gouvernement de la Défense nationale à la suite de manifestations hostiles provoquées contre lui par ses sentiments politiques. 
Il avait fait partie, en 1848, de l'Assemblée constituante, comme représentant du Lot, qui l'avait élu, le cinquième sur huit, et qui le renvoya, en 1849, à la Législative. Sous le Second Empire, il devint conseiller d'État en service ordinaire (5 mai 1866), et inspecteur général de la Gendarmerie (1860). Il a été promu commandeur de la Légion d'honneur le 14 mars 1860. Il était le beau-père de Me Edgar Demange (1841-1925) qui défendit notamment le capitaine Dreyfus.
Les papiers personnels du général Joachim Ambert et du général Jean-Jacques Ambert, son père, sont conservés aux Archives nationales sous la cote 168AP.

## Son œuvre
C'est surtout comme journaliste et écrivain que le général Ambert s'est fait connaître du public. Pendant de fréquents congés, il parcourut l'Europe et l'Amérique, séjourna longtemps à la Guadeloupe ainsi qu'à La Nouvelle-Orléans, où il écrivait dans le journal l'Abeille. Il avait épousé Julie Hopkins, originaire de la Louisiane. En France, il a donné de nombreux articles d'histoire au National, au Courrier français, au Siècle, au Messager, au Spectateur militaire, etc. 
Il a aussi publié à part plusieurs écrits, entre autres : 
- Éloge du maréchal Moncey (1842) ;
- Esquisses historiques et pittoresques des différents corps de l'armée (Saumur, 1835 ; 2e éd., 1837) ;
- La colonne Napoléon et le camp de Boulogne (1839) ;
- un essai historique sur Duplessis-Mornay (1847) ;
- Gendarme (1852) ;
- Soldat (1854) ;
- Le baron Larrey (1863) ;
- Conséquences des progrès de l'artillerie (1866) ;
- Arabesques (1868) ;
- Histoire de la guerre de 1870-1871 (1873, avec cartes) ;
- L'Héroïsme en soutane (1876) , 18 éditions ;
- Le chemin de Damas (1878) ;
- Les frères des écoles chrétiennes (1878) ;
- Le Pays de l'Honneur (1879) ;
- Trois hommes de cœur. Larrey. Daumesnil. Desaix, Tours, éd. Alfred Mame et Fils (1re éd. 1879) Paris ;
- Le général Drouot (1880) ;
- Une mission (1880) ;
- Autour de l'Église (1880) ;
- Louvois d'après sa correspondance (1881) ;
- Le maréchal de Vauban (1882) ;
- Gaulois et Germains, récits militaires en quatre tomes (1883-1885) ;
- Les généraux de la Révolution (1792-1804) (1892).

## Décorations
- Commandeur de la Légion d'honneur
- chevalier de l'Ordre de Pie IX
- commandeur de l'ordre Royal de l'Épée de Suède
- commandeur extraordinaire de l'ordre de Charles III d'Espagne
- commandeur de la couronne de fer d'Autriche
- commandeur de l'ordre de Léopold de Belgique
- chevalier de l'ordre de la couronne de chêne des Pays-Bas
- 3e classe de l'ordre du Nichan Iftikhar de Tunisie
- médaillé d'honneur spécial décerné par la Société nationale d’encouragement au bien
- membre de la Société des gens de Lettres
- lauréat de l'Académie française.

### Sources
- Gustave Vapereau, Dictionnaire des contemporains, Paris, Hachette, 1880.
- « Joachim Ambert », dans Adolphe Robert et Gaston Cougny, Dictionnaire des parlementaires français, Edgar Bourloton, 1889-1891 [détail de l’édition]
- Jacques Long « http://www.jacques-long.fr/ »(Archive.org • Wikiwix • Archive.is • Google • Que faire ?)

- Cet article est partiellement ou en totalité issu de l'article intitulé « Joachim Marie Jean-Jacques Alexandre Jules Ambert » (voir la liste des auteurs).